# Jonathan Hoefler
Pour les articles homonymes, voir Hillebrand.

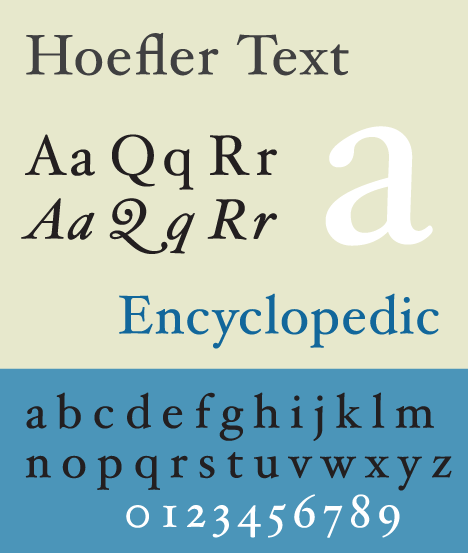
Hoefler Text

Jonathan Hoefler, né le 22 août 1970, est un créateur de polices typographiques américain.
Il est le fondateur de la fonderie de polices numériques Hoefler & Frere-Jones à New York, à l'origine The Hoefler Type Foundry, en association avec le créateur de polices Tobias Frere-Jones.
Jonathan Hoefler est connu pour les identités visuelles de The Rolling Stone Magazine, Harper's Bazaar, The New York Time Magazine, Sports Illustrated, Esquire, le Solomon R. Guggenheim Museum, le groupe musical They Might Be Giants. Il est aussi connu pour la famille de polices Hoefler Text, dessinée pour la société Apple Computers, maintenant intégrée au système d'exploitation Macintosh.
En 1995, Hoefler a été reconnu comme un des quarante designers les plus influents des États-Unis par I. D. Magazine. En 2002, l'Association typographique internationale (ATypI), lui a décerné le prix Charles-Peignot.

## Créations
- Gestalt,  1990
- Champion Gothic,  1990
- Hoefler Text,  1991
- Ideal Sans,  1991
- Ziggurat,  1991
- Leviathan,  1991
- Mazarin,  1991
- HTF Didot,  1992
- Requiem Text,  1992
- Saracen,  1992
- Acropolis,  1993
- NYT Cheltenham,  1993
- Knox,  1993
- Historical Allsorts,  1994
- Knockout,  1994
- Fetish,  1994
- Neutrino,  1994
- Quantico,  1994
- Oratorio,  1994
- Troubadour,  1994
- William Maxwell,  1994
- Deseret,  1995
- Jupiter,  1995
- Pavisse,  1995
- Verlag (précédemment Guggenheim), 1996
- Giant (précédemment They Might Be Gothic), 1996
- New Amsterdam,  1996
- Hoefler Titling,  1996
- Plainsong,  1996
- Kapellmeister,  1997
- Numbers (avec Tobias Frere-Jones), 1997-2006
- Mercury,  1997
- Radio City,  1998
- Vitesse (avec Tobias Frere-Jones), 2000
- Deluxe,  2000
- Cyclone,  2000
- Topaz,  2000
- Lever Sans (avec Tobias Frere-Jones), 2000
- Archer (avec Tobias Frere-Jones et Jesse Ragan), 2001
- Chronicle,  2002
- Sentinel,  2002

## Sources
- Friedrich Friedt, Nicolaus Ott, Bernard Stein, Typographie, quand, qui, comment, Könemann, 1998
- (en) Site officiel de l'ATypI: Prix Charles Peignot